# Caturaí
Caturaí là một đô thị thuộc bang Goiás, Brasil. Đô thị này có diện tích 206 km², dân số năm 2007 là 4477 người, mật độ 21,73 người/km².